# Lodi (Kalifornija)
Lodi je grad u američkoj saveznoj državi Kalifornija. Prema popisu stanovništva iz 2010. u njemu je živjelo 62.134 stanovnika.